# Cieszkowizna
Cieszkowizna – część miasta Łukowa, położona w jego wschodniej części, wzdłuż ulicy o tej samej nazwie.